# Amirteo
Amirteo (... – Menfi, autunno 399 a.C.) è stato un faraone della XXVIII dinastia egizia.
Fondatore ed unico rappresentante della dinastia, è ricordato principalmente come l'artefice del ritorno all'indipendenza dell'Egitto dopo la prima occupazione persiana.

## Biografia
Il nome di questo sovrano (Amonirdisu in egizio) non è stato rinvenuto su alcun monumento ma la sua esistenza è ben confermata sia dalla Cronaca demotica che dai papiri in aramaico rinvenuti ad Elefantina. Compare anche nella lista reale di Manetone - con il nome di Amyrteos (Sesto Africano) o Amyrtaios (Eusebio di Cesarea) - e nelle opere di alcuni storici greci, in cui viene chiamato Amonortais.
Amirteo era discendente (forse nipote) di quell'omonimo principe egizio del Delta (a sua volta forse discendente dalla XXVI dinastia egizia) che nel 460 a.C. aveva partecipato al fianco di Inaro alla rivolta anti-persiana durante il regno di Artaserse I. Al pari del suo antenato, Amirteo condusse azioni di guerriglia contro i Persiani sfruttando la protezione delle intricate paludi del Delta del Nilo a partire dal 410 a.C..

Nel 404 a.C., alla morte di Dario II, sfruttando la situazione di debolezza generata dalla contesa dinastica tra i due figli del defunto re persiano, Artaserse II e Ciro il Giovane, si dichiarò Re dell'Alto e Basso Egitto cingendo le due corone a Sais e allontanando le guarnigioni persiane da tutto il Basso Egitto. Nel 402 a.C. estese il suo potere anche all'Alto Egitto riunificando così tutto il paese.
Il suo regno però ebbe presto termine: nell'autunno del 399 a.C. Amirteo fu vittima di una congiura organizzata dal principe di Mendes, Nefaarud (più noto come Neferite I). Amirteo venne deposto, imprigionato a Menfi e presumibilmente ucciso dall'usurpatore, il quale si proclamò faraone fondando la XXIX dinastia.